# Sokontwe
Sokontwe è un ward dello Zambia, parte della Provincia di Luapula e del Distretto di Milenge.